# Андреа Кода
Андреа Кода (італ. Andrea Coda, нар. 25 квітня 1985, Масса) — італійський футболіст, захисник клубу «Пескара».
Виступав, зокрема, за клуб «Удінезе», а також олімпійську збірну Італії.

## Клубна кар'єра
Народився 25 квітня 1985 року в місті Масса. Вихованець юнацьких команд футбольних клубів «Луккезе-Лібертас» та «Емполі».
У дорослому футболі дебютував 2004 року виступами за команду клубу «Емполі», в якій провів два сезони, взявши участь у 76 матчах чемпіонату.
У січні 2006 року 50 % прав на футболіста викупив «Удінезе» за 1 млн євро, куди захисник перейшов влітку того ж року і відіграв за команду з Удіне наступні шість з половиною сезонів своєї ігрової кар'єри, проте з сезону 2011/12 втратив місце в основному складі і змушений був виступати на правах оренди за «Парму», «Ліворно» та «Сампдорію», причому останній клуб викупив контракт гравця.
До складу клубу «Пескара» приєднався 1 лютого 2016 року. Відтоді встиг відіграти за пескарський клуб 4 матчі в національному чемпіонаті.

## Виступи за збірні
2001 року дебютував у складі юнацької збірної Італії, взяв участь у 22 іграх на юнацькому рівні і був учасником юнацького Євро-2004 (U-19).
Протягом 2004–2007 років залучався до складу молодіжної збірної Італії, у складі якої був учасником чемпіонату світу 2005 року та чемпіонаті Європи 2006 та 2007 років. На молодіжному рівні зіграв у 17 офіційних матчах, забив 1 гол.
2008 року захищав кольори олімпійської збірної Італії на Олімпійських іграх 2008 року у Пекіні.

## Статистика виступів

### Статистика клубних виступів
| Сезон                 | Команда               | Чемпіонат             | Чемпіонат | Чемпіонат | Національний кубок | Національний кубок | Національний кубок | Єврокубки | Єврокубки | Єврокубки | Інші змагання | Інші змагання | Інші змагання | Усього | Усього |
| Сезон                 | Команда               | Ліга                  | Ігор      | Голів     | Ліга               | Ігор               | Голів              | Ліга      | Ігор      | Голів     | Ліга          | Ігор          | Голів         | Ігор   | Голів  |
| --------------------- | --------------------- | --------------------- | --------- | --------- | ------------------ | ------------------ | ------------------ | --------- | --------- | --------- | ------------- | ------------- | ------------- | ------ | ------ |
| 2004–05               | «Емполі»              | B                     | 40        | 1         | КІ                 | 2                  | 1                  |           | -         | -         |               | -             | -             | 42     | 2      |
| 2005–06               | «Емполі»              | A                     | 36        | 0         | КІ                 | 3                  | 0                  |           | -         | -         |               | -             | -             | 39     | 0      |
| Усього за «Емполі»    | Усього за «Емполі»    | Усього за «Емполі»    | 76        | 1         |                    | 5                  | 1                  |           |           |           |               |               |               | 81     | 2      |
| 2006–07               | «Удінезе»             | A                     | 22        | 0         | КІ                 | 1                  | 0                  |           | -         | -         |               | -             | -             | 23     | 0      |
| 2007–08               | «Удінезе»             | A                     | 20        | 0         | КІ                 | 4                  | 0                  |           | -         | -         |               | -             | -             | 24     | 0      |
| 2008–09               | «Удінезе»             | A                     | 24        | 0         | КІ                 | 0                  | 0                  | КУЄФА     | 8         | 0         |               | -             | -             | 32     | 0      |
| 2009–10               | «Удінезе»             | A                     | 26        | 0         | КІ                 | 3                  | 0                  |           | -         | -         |               | -             | -             | 29     | 0      |
| 2010–11               | «Удінезе»             | A                     | 22        | 0         | КІ                 | 3                  | 0                  |           | -         | -         |               | -             | -             | 25     | 0      |
| 2011–12               | «Удінезе»             | A                     | 7         | 0         | КІ                 | 0                  | 0                  | ЛЧ+ЛЄ     | 0         | 0         |               | -             | -             | 7      | 0      |
| 2012–13               | «Удінезе»             | A                     | 11        | 0         | КІ                 | 0                  | 0                  | ЛЧ+ЛЄ     | 0+2       | 0+1       |               | -             | -             | 13     | 1      |
| 2012–13               | «Парма»               | A                     | 8         | 0         | КІ                 | -                  | -                  |           | -         | -         |               | -             | -             | 8      | 0      |
| 2013–14               | «Ліворно»             | A                     | 23        | 0         | КІ                 | -                  | -                  |           | -         | -         |               | -             | -             | 23     | 0      |
| 2014–15               | «Удінезе»             | A                     | 0         | 0         | КІ                 | 0                  | 0                  |           | -         | -         |               | -             | -             | 0      | 0      |
| Усього за «Удінезе»   | Усього за «Удінезе»   | Усього за «Удінезе»   | 132       | 0         |                    | 11                 | 0                  |           | 10        | 1         |               | -             | -             | 153    | 1      |
| 2014–15               | «Сампдорія»           | A                     | 2         | 0         |                    | -                  | -                  |           | -         | -         |               | -             | -             | 2      | 0      |
| 2015–16               | «Сампдорія»           | A                     | 4         | 0         | КІ                 | 0                  | 0                  | ЛЄ        | 1         | 0         |               | -             | -             | 5      | 0      |
| Усього за «Сампдорію» | Усього за «Сампдорію» | Усього за «Сампдорію» | 6         | 0         |                    | 0                  | 0                  |           | 1         | 0         |               | -             | -             | 7      | 0      |
| 2015–16               | «Пескара»             | B                     | 3         | 0         |                    | -                  | -                  |           | -         | -         |               | -             | -             | 3      | 0      |
| Усього за кар'єру     | Усього за кар'єру     | Усього за кар'єру     | 248       | 1         |                    | 16                 | 1                  |           | 11        | 1         |               | -             | -             | 275    | 3      |